# Leiji Matsumoto
Leiji Matsumoto (松本 零士 Matsumoto Reiji?,  Kurume, Japón; 25 de enero de 1938 - 13 de febrero de 2023) fue un famoso dibujante de manga (mangaka) y diseñador de series de anime japonés.

## Biografía
Matsumoto cuenta con un talento magistral para crear historias de ciencia ficción con elementos dramáticos (ópera espacial). Posee un estilo muy personal para el diseño tanto gráfico como psicológico de personajes trágicos. Sus estereotipos de personajes podrían dividirse en tres:
- Los héroes (entre ellos podríamos encontrar a Harlock y Zero, del universo de Harlock, o a Arpegious y Shep de Interestella 5555) son hombres delgados, altos y bastante guapos, son facciones peculiares y parecidos entre ellos en el rostro (notablemente en sus ojos por citar un ejemplo) y en menudas ocasiones también en el cabello.
- Mientras que hay hombres que suelen ser de aspecto áspero y hasta grotesco, como es el caso de Toshiro, amigo del Capitán Harlock en el Universo de Harlock, este es bajito, y con una cara muy graciosa, personajes como él pueden aparecer también por ejemplo en Interestella 5555 con el baterista Baryl, pues bien, el aspecto de su cara es muy semejante.
- Las mujeres suelen aparecer como heroínas delgadas y de aspecto frágil pero con deseos muy firmes (Maetel de Galaxy Express 999 y Stella de Interstella 5555).

Poco tiempo después de la Segunda Guerra Mundial, Matsumoto obtuvo reconocimiento por primera vez como artista manga, o mangaka, debido a sus dibujos de temas bélicos. En 1972 creó a uno de sus personajes más característicos, el Capitán Harlock  (Capitán Raymar en Latinoamérica; Albator, en Francia y Captain Herlock, en los EE. UU.) en una serie animada que originalmente estuvo compuesta por 42 episodios. Ese universo particular de Matsumoto ha servido para que su autor coloque en él numerosas series, entre las cuales están: Galaxy Express 999, Queen Emeraldas y Cosmo Warrior Zero. A este universo compartido a veces se le llama el Leijiverso o el Matsumoto Milieu. Otra de sus obras es Space Battleship Yamato (Acorazado Espacial Yamato) y La princesa de los mil años, siendo esta última quizás la más elaborada de todas sus historias. La trama empieza con la caída en la tierra de una esfera negra que anuncia el fin del mundo para el día 9 de septiembre de 1999. Una mujer rubia y delgada es la encargada de salvar el mundo esta vez. El universo de La princesa de los mil años es complejo y con una profundidad psicológica propia de las series de Matsumoto, pero su oscura trama no tiene igual entre los trabajos del autor.
Matsumoto también ha supervisado la creación de videoclips para Daft Punk, dúo francés de música Electrónica House.
En el 2010 Miembros de Queen solicitan a Matsumoto crear un videoclip para conmemorar el 18.º aniversario de la banda, desde la muerte de Freddie Mercury. El vídeo lleva el título de "Queen - Bohemian Rhapsody feat Leiji Matsumoto"

## Obras
- Fairy Hotaruna
- Planet Robot Danguard Ace (part of the Force Five import line)
- Submarine Super 99 (1964)
- Kōsoku ESPer (1968-1970)
- Sexaroid (1968-1970)
- Machinner series (1969-1970)
- Mystery Eve (1970-1971)
- Dai-yojo-han series (1970-1974)
- Otoko Oidon (1971-73)
- Gun Frontier (1972-1975)
- Senjo Manga series (1973-1978)
- Space Battleship Yamato (1974)
- Pu Pu (1974)
- Insect (1975)
- Galaxy Express 999 (1977-1981)
- Captain Harlock (1977-1979)
- Starzinger (aka Spacekateers as part of the Force Five import line)
- Queen Millennia (Conocida en Latinoamérica como La princesa de los mil años)
- La Arcadia de mi Juventud
- Arcadia de mi juventud: Orbit sin fin SSX
- The Cockpit
- Queen Emeraldas
- Tiger-Striped Mii
- The Ultimate Time Sweeper Mahoroba (manga)
- Fire Force DNAsights 999.9
- Harlock Saga Der Ring des Nibelungen
- Maetel Legend
- Frontera sin ley
- Cosmo Warrior Zero
- Space Pirate Captain Harlock The Endless Odyssey
- Interstella 5555 - The 5tory of the 5ecret 5tar 5ystem
- The Galaxy Railways
- Great Yamato #0
- Space Symphony Maetel

## Eponimia
El asteroide (6565) Reiji fue nombrado así en su honor.